# Waler
Waler je plemeno koně.

## Historie
Toto plemeno získalo jméno podle kolonie v Novém Jižním Walesu, původ byl smíšen. Waler se osvědčil v jezdeckém vojsku (jako kůň s velikým srdcem a odvahou). Někdy v devadesátých letech 19.–20. století byl z plemene Waler vyšlechtěný australský honácký kůň.

## Stavba těla
Jeho hlava je s širokým čelem a nozdrami poměrně velká. Má tvrdá kopýtka. Má většinou šikmé plece a v kohoutku mívá většinou v dospělosti cca 150–165 cm. Je dobře osvalený a má zaoblenou záď.

## Nejvhodnější využití
- drezura, rodeo
- rekreační ježdění do terénu
- skoky, pólo